# Abbaye de Hovedøya
L'abbaye de Hovedøya est une ancienne abbaye cistercienne norvégienne, dont il ne reste que les fondations et quelques ruines dans le cadre charmant de l'île homonyme.
Hovedøya est l'une des îles du fjord d'Oslo et la plus proche de la capitale norvégienne.
Ce monastère est la deuxième implantation de l'ordre cistercien en Norvège, un an après celle de Lyse.

## Histoire

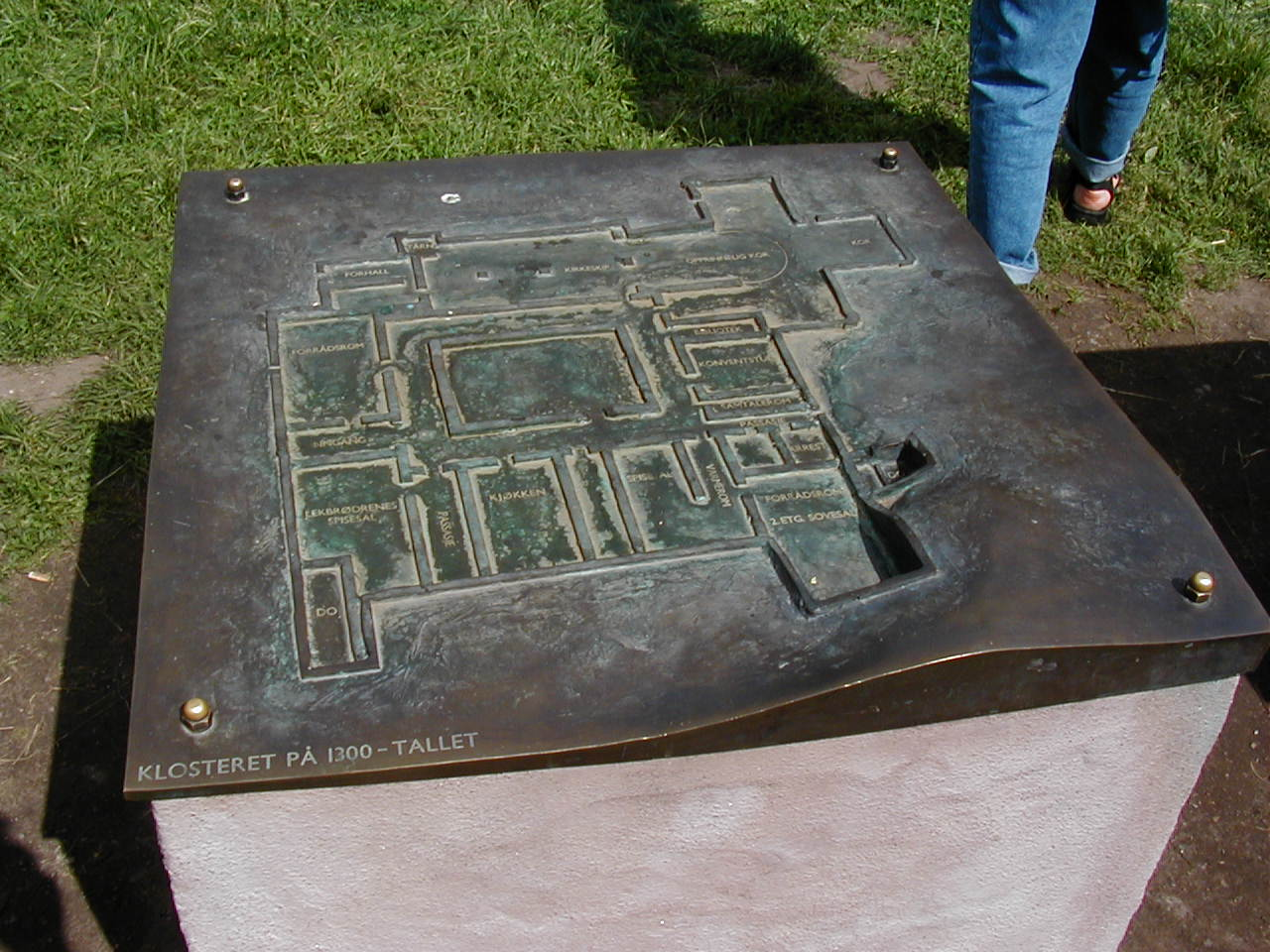
Plan du monastère

L'abbaye est fondée le 18 mai 1147, à la demande de Viljam, l'évêque d'Oslo, par l'abbaye britannique de Kirkstead, dans le Lincolnshire, une fille de l'abbaye de Fountains, dans la filiation de Clairvaux.
Les religieux reprennent, à leur arrivée sur les lieux, une église déjà existante, dédiée à saint Edmond.
Durant le Moyen Âge, l'abbaye, avec plus de 400 biens, des forêts et une pêcherie, est florissante et l'une des plus riches du pays.

### Le déclin
Les rapports de force pour la succession au trône dano-norvégien vont précipiter le déclin du monastère. Son abbé, qui soutient le roi protestant Christian II de Danemark, probablement afin d'obtenir sa protection en vue de la Réforme protestante naissante, entre en conflit avec le commandant de la citadelle d'Akershus, défenseur du roi catholique Frédéric Ier de Danemark.
En 1532, l'abbé est emprisonné pour ses prises de position politiques, puis le monastère, pillé et incendié, est dissous. 

## L'Église abbatiale
L'église primitive comportait une nef, divisée en deux par une rangée de trois piliers cruciformes, terminée par une abside semi-circulaire. Afin de l'agrandir, les cisterciens démolissent le mur Est du chevet et construisent un transept et un chœur, de plan carré et de sept mètres de côté, à chevet plat.
Le nouvel édifice, dédiée également à Notre-Dame par les religieux, mesure 46 mètres de longueur, la largeur de la nef est de 10 mètres, excepté la partie correspondant à l'ancien chevet, d'une dimension plus réduite.
La façade, précédée d'un porche, est percée de deux portes jumelles.
Le transept à une longueur de 25 mètres, sans hébergement de chapelle dans ses deux croisillons.

## Les bâtiments conventuels

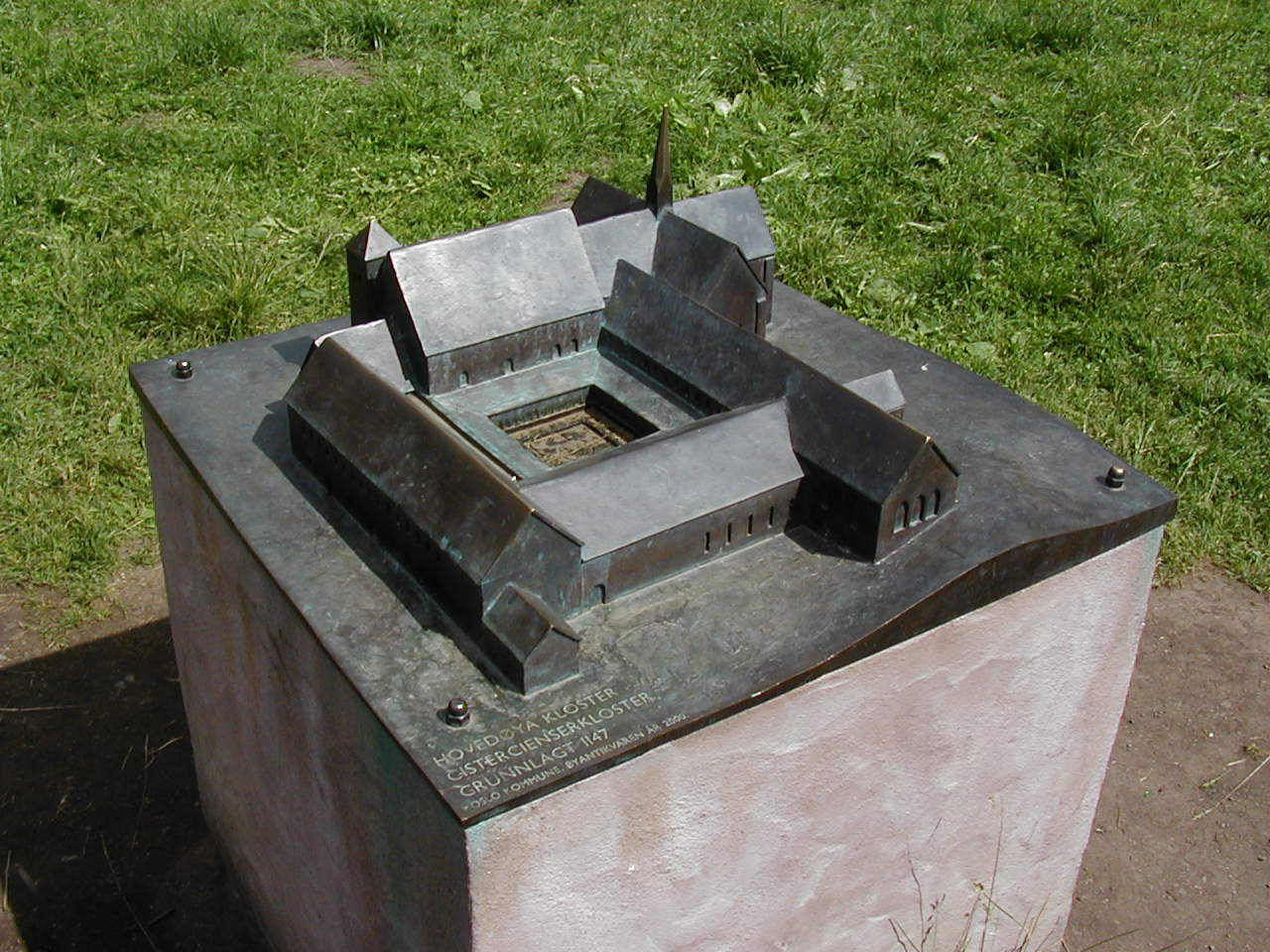
Maquette du monastère

Les bâtiments conventuels s'ordonnent autour du cloître, selon le plan bernardin traditionnel, excepté la salle capitulaire ; à Hovedøya, à cause de la présence d'un rocher, elle n'est pas dans le prolongement du transept mais a été construite en retrait, du côté Ouest.
Cette salle capitulaire (ou chapitre), de plan carré, possède quatre voûtes en croisées d'ogives reposant sur une colonne centrale cylindrique, flanquée de quatre colonnettes aux chapiteaux ornés de feuillages et, côté mur, sur des culots engagés.

## Vestiges conservés
Le musée historique d'Oslo conserve des vestiges de l'église. Ce sont des carreaux de pavement de terre cuite vernissés aux différents motifs (géométriques, figures humaines et animales, fleurs) et des fragments des vitraux en grisaille.

## Sources
- L'Art Cistercien hors de France, du Père M.-Anselme Dimier, traduction anglaise de Paul Veyriras et Marie-Thérèse Blanchon, traduction allemande de Hilaire de Vos, photographies de Zodiaque, La Pierre-qui-Vire, 1971, p. 34-35
- (no) L'abbaye de Hovedøya, sur le site katolsk.no